# Парк имени 300-летия Санкт-Петербурга
Парк имени 300-ле́тия Санкт-Петербу́рга (до 25 декабря 2015 года — парк 300-ле́тия Санкт-Петербу́рга) — парк, расположенный в северо-западной части Санкт-Петербурга на границе Приневской низменности в северной части Невской губы. С севера парк ограничен Приморским проспектом и Приморским шоссе, а с востока — Яхтенной улицей. Общая площадь — 38,58 га.
Парк — самый молодой в Санкт-Петербурге — был заложен в 1995 году для увековечения юбилейной даты — 300 лет со дня основания города. Площадь парка составляла 89 гектаров. 

## История
К 2003 году территория парка была благоустроена, проведены берегоукрепление и засыпка грунта. Кроме того, осуществлены работы по созданию ливневой и общесплавной канализации, разбиты газоны и установлено ограждение. Однако после празднования юбилея Санкт-Петербурга значительные части территории парка были у него изъяты и переданы под строительство объектов коммерческой недвижимости. Из первоначальных 89 га площадь парка была урезана почти в 2,5 раза, до 38,58 га.
Восточные территории парка в 2002 году были отданы под застройку, и на их месте были возведены апартамент-отель и торгово-развлекательный комплекс. В 2009 году градсовет одобрил застройку также и западной части парка в интересах «Академии боевых искусств» и «Центра водного туризма». Выделение участка под Академию увязывали с именем Сергея Матвиенко, сына действующего на тот момент губернатора Валентины Матвиенко. На этом месте к февралю 2018 построили «М-1 Арену». На месте планируемого Центра водного туризма появились 5 корпусов апарт-отеля, принадлежащего структурам Евгения Пригожина. В 2018 году из парка изъяли ещё 15 гектаров — в основном территорию пляжей.
В 2018 был открыт пешеходный Яхтенный мост от парка имени 300-летия Санкт-Петербурга до Крестовского острова. По нему можно попасть прямо к стадиону Газпром Арена, Приморскому парку Победы, парку развлечений Диво-остров и всем достопримечательностям и инфраструктуре Крестовского острова.
В год 25-летия Законодательного собрания Санкт-Петербурга, 17 мая 2019 года, в парке была заложена аллея Парламентаризма — подарок петербуржцам от ЗакС.
Администрация Санкт-Петербурга в рамках масштабного благоустройства территории Приморского района планирует строительство пешеходного моста, который соединит в одну прогулочную зону территорию парка и общественно-делового комплекса Лахта-центр.

## Памятники и другие объекты
Центральным объектом парка являются бассейн и фонтаны, а также стилизованная под маяк колонна из гранита высотой 22 метра. К этой композиции ведёт центральная аллея, мощёная тротуарной плиткой. В парке высажено 300 деревьев ценных пород (подарок общественных организаций и образовательных учреждений); 300 декоративных яблонь (от Хельсинки); 300 деревьев и кустарников (от представителей городов-побратимов Санкт-Петербурга, глав субъектов Российской Федерации, почётных гостей, строителей парка); 70 лип (от немецкого сберегательного банка).
На трехсотлетнюю годовщину основания Санкт-Петербурга в 2003 году на восточной окраине парка был установлен валун с железной жемчужиной внутри. Гранитный массив был привезён из Финляндии и состоит из двух половинок. В одну из них прочно вмонтирована отполированная до блеска металлическая сфера, а на другой половинке сделана гладкая выемка в точном соответствии с размерами половины сферы. Памятник называется «Камень дружбы» и символизирует дружбу двух городов — Санкт-Петербурга и Хельсинки.
В марте 2012 года в парке был установлен памятник Франсиско Миранде.
В конце мая 2017 года в восточной части парка у набережной, напротив Камня дружбы, были установлены 5 каменных статуй «Дольхарбан», высотой полтора метра, высеченных из вулканической лавы, — дар Республики Корея. «Дольхарбан» с корейского острова Чеджудо является символом счастья и мира.
В 2023 году в парке установили три флагштока, высотой по 175 метров каждый. На момент открытия они являлись самыми высокими в Европе и в России, а также вторыми по высоте в мире. Каждый флагшток состоит из 18 секций. Диаметр у основания составляет 3,8 метра, у вершины — 1,9 метра. Они опираются на буронабивные сваи, которые уходят в грунт на 30 метров. На флагштоках вывешивают флаги размером 40 на 60 метров.

## Галерея

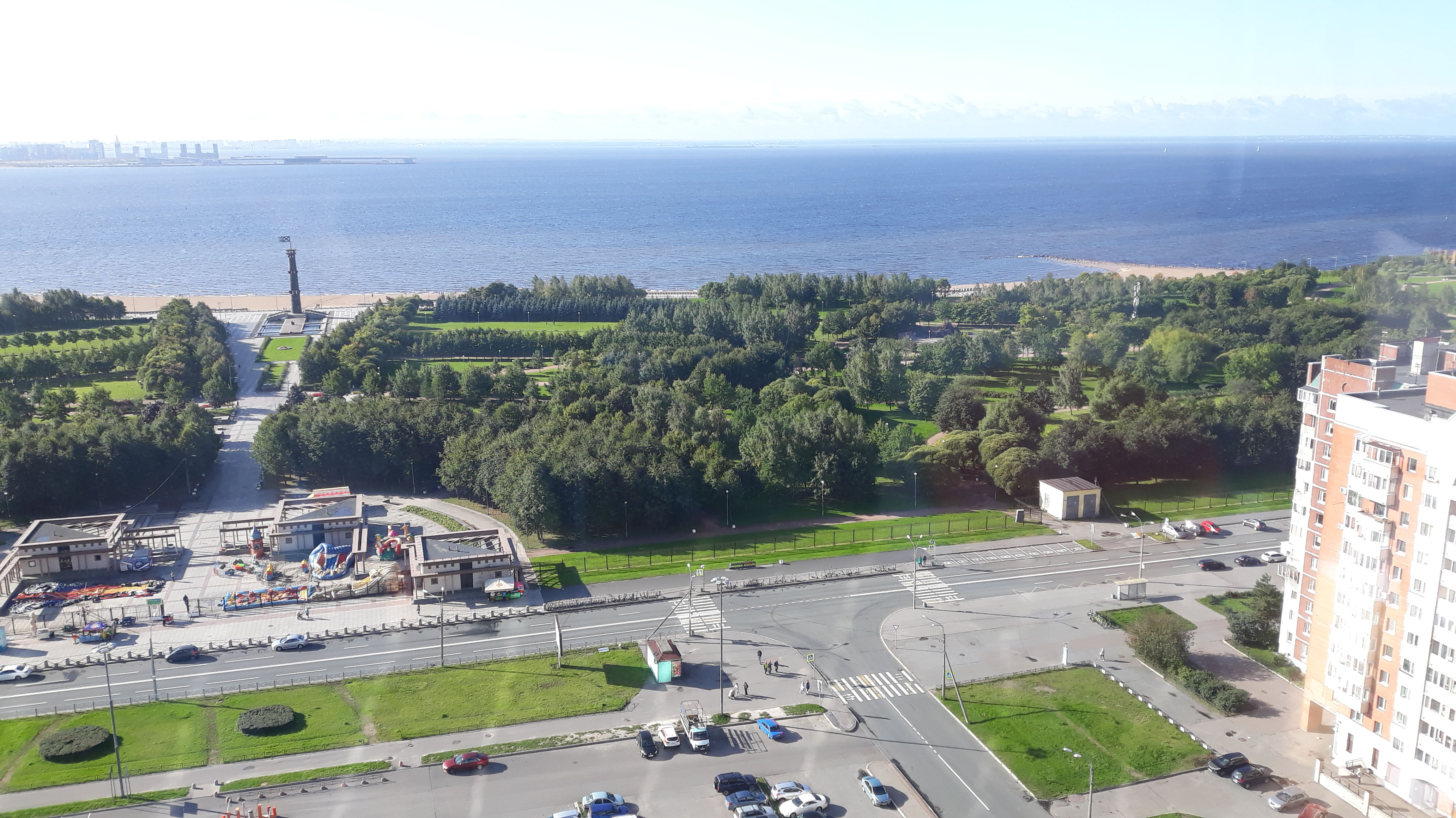
Центральная часть парка
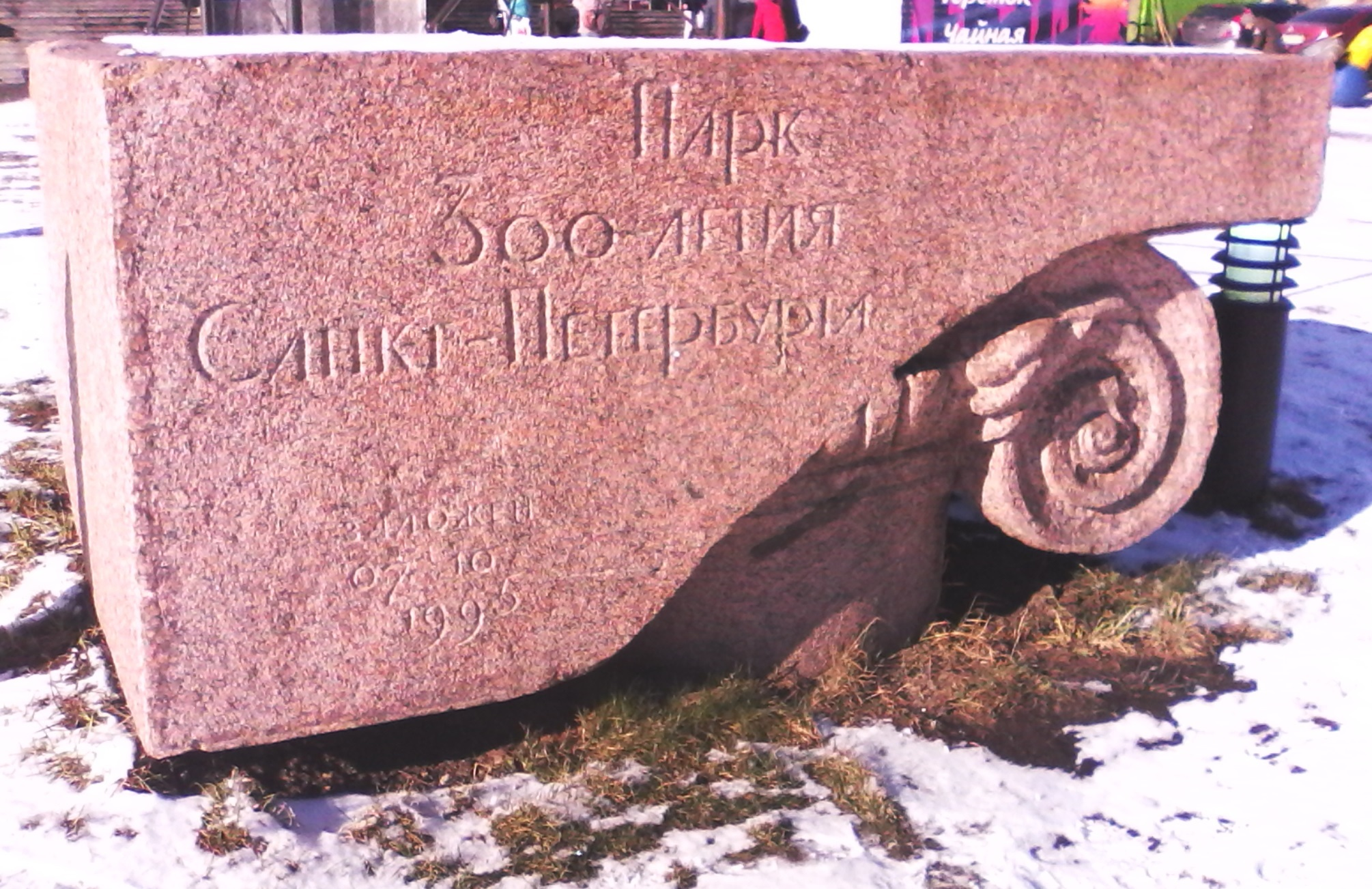
Закладной камень
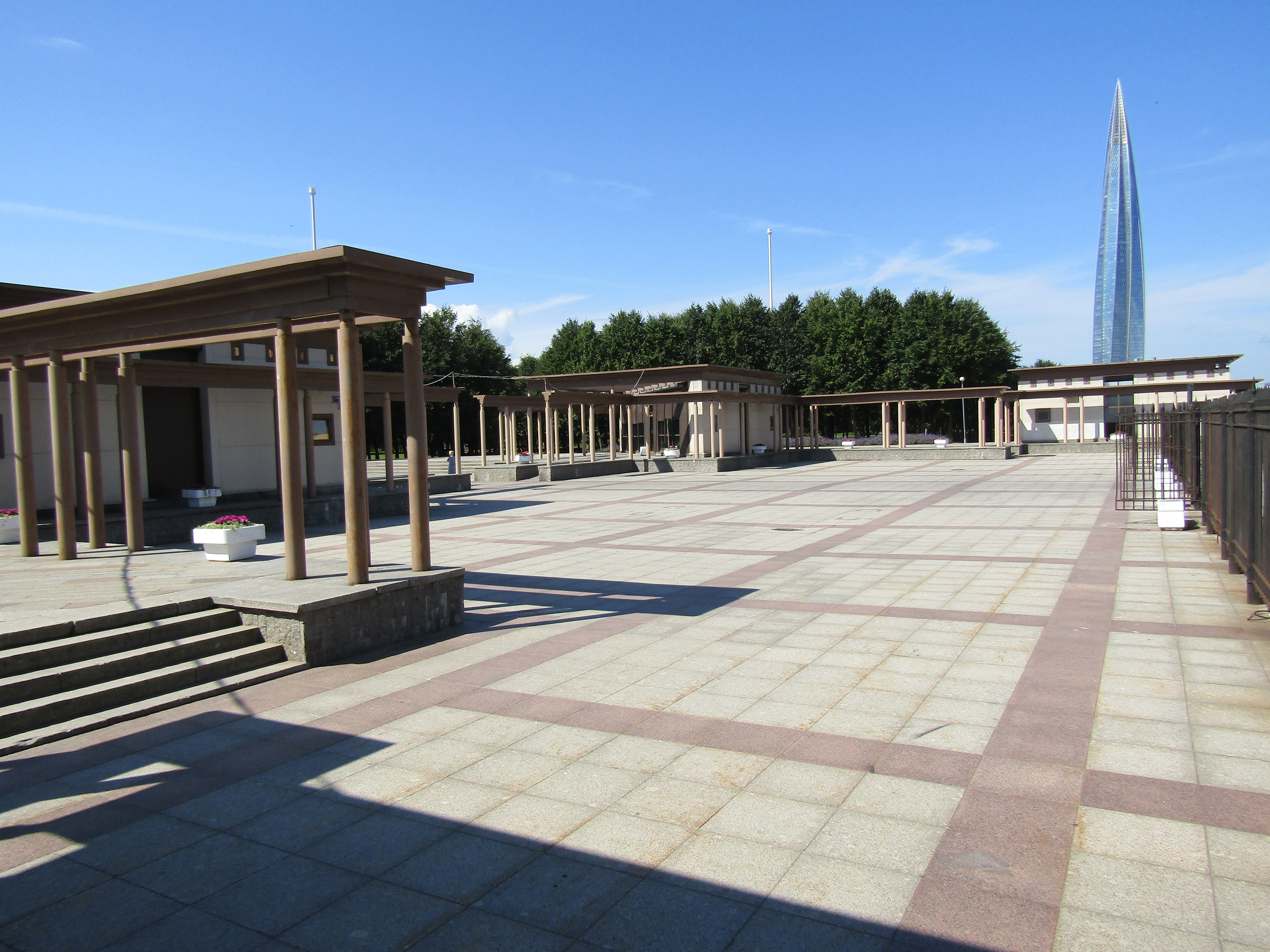
Центральный вход
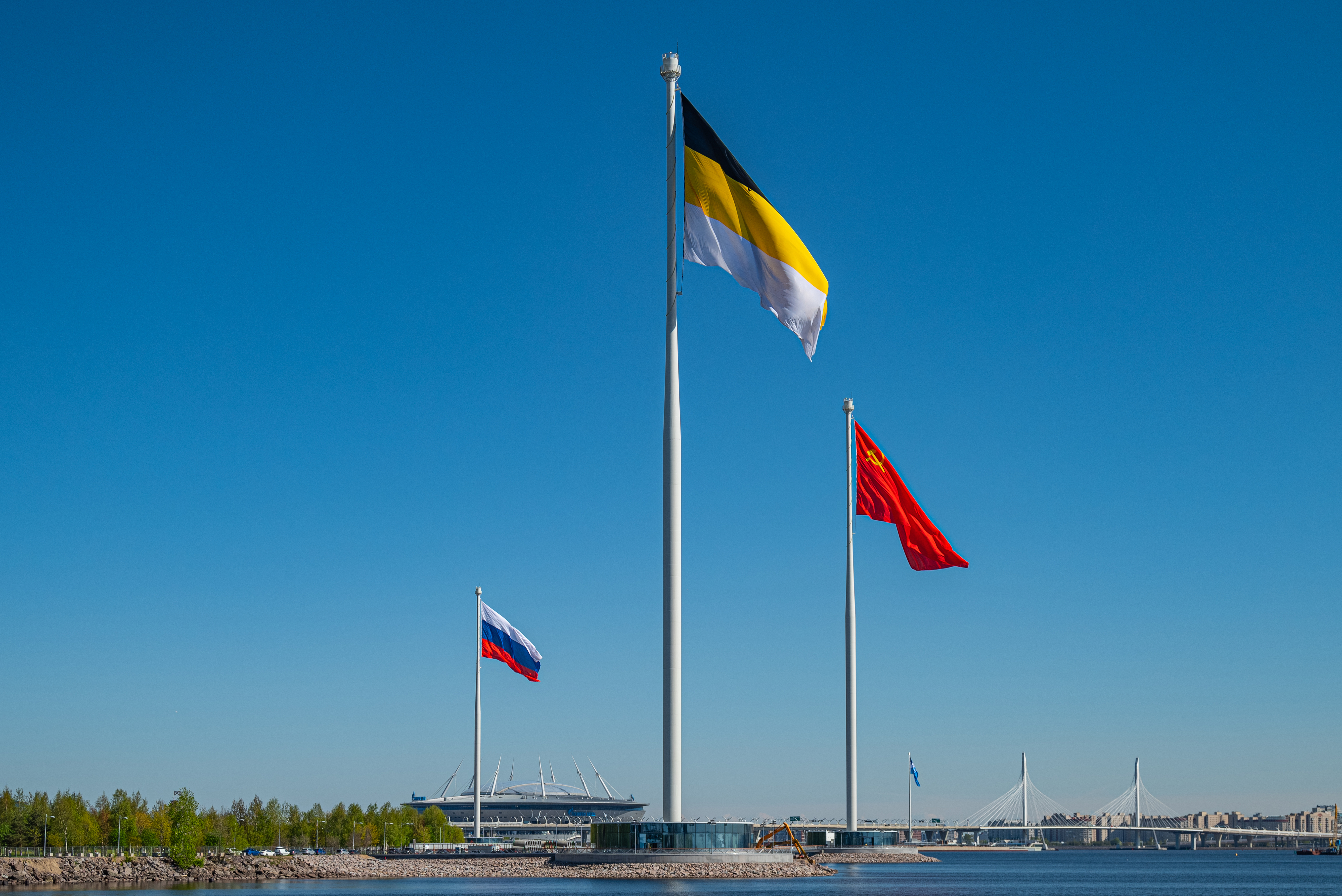
Флагштоки
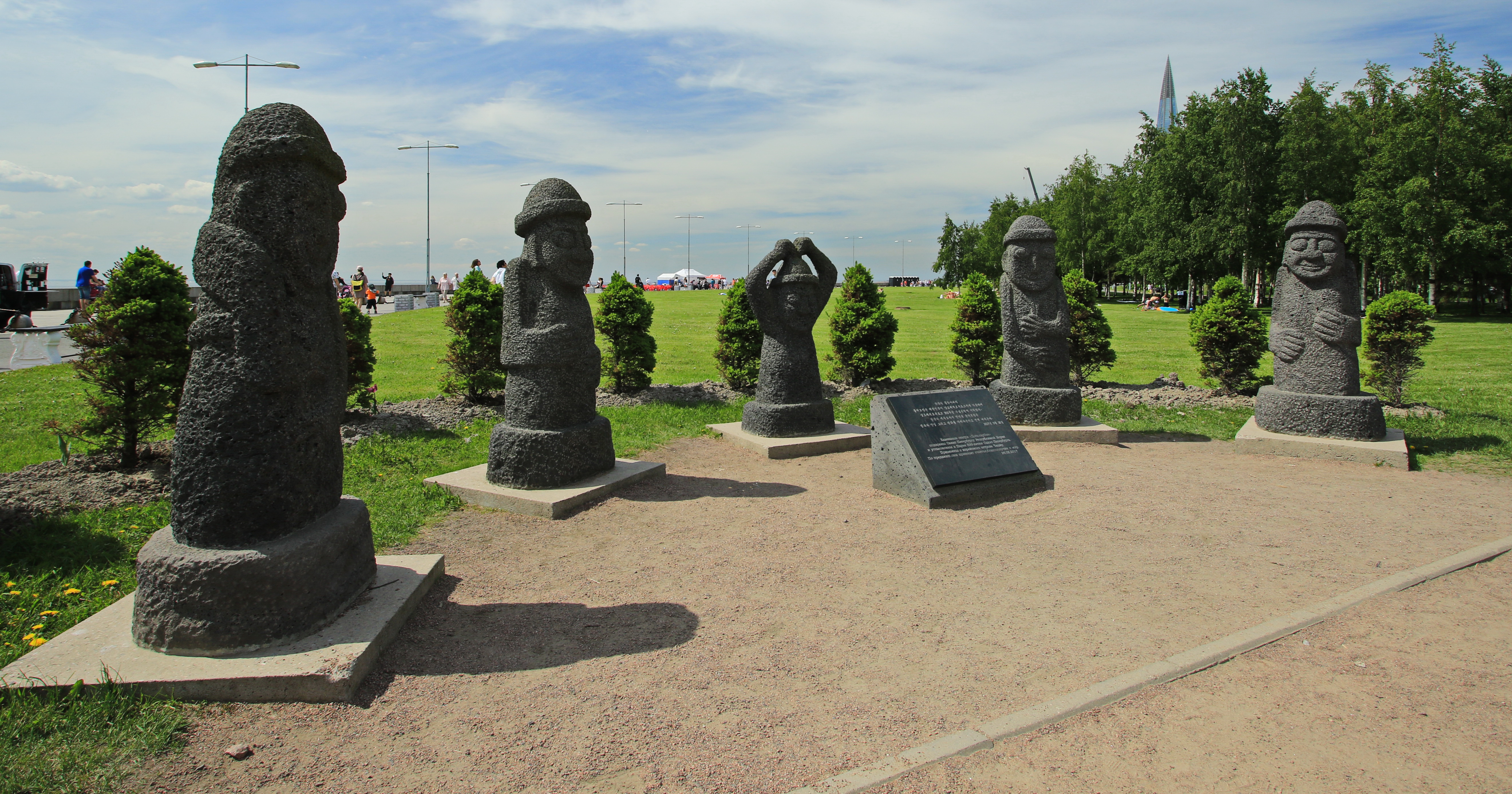
Статуи «Дольхарбан»
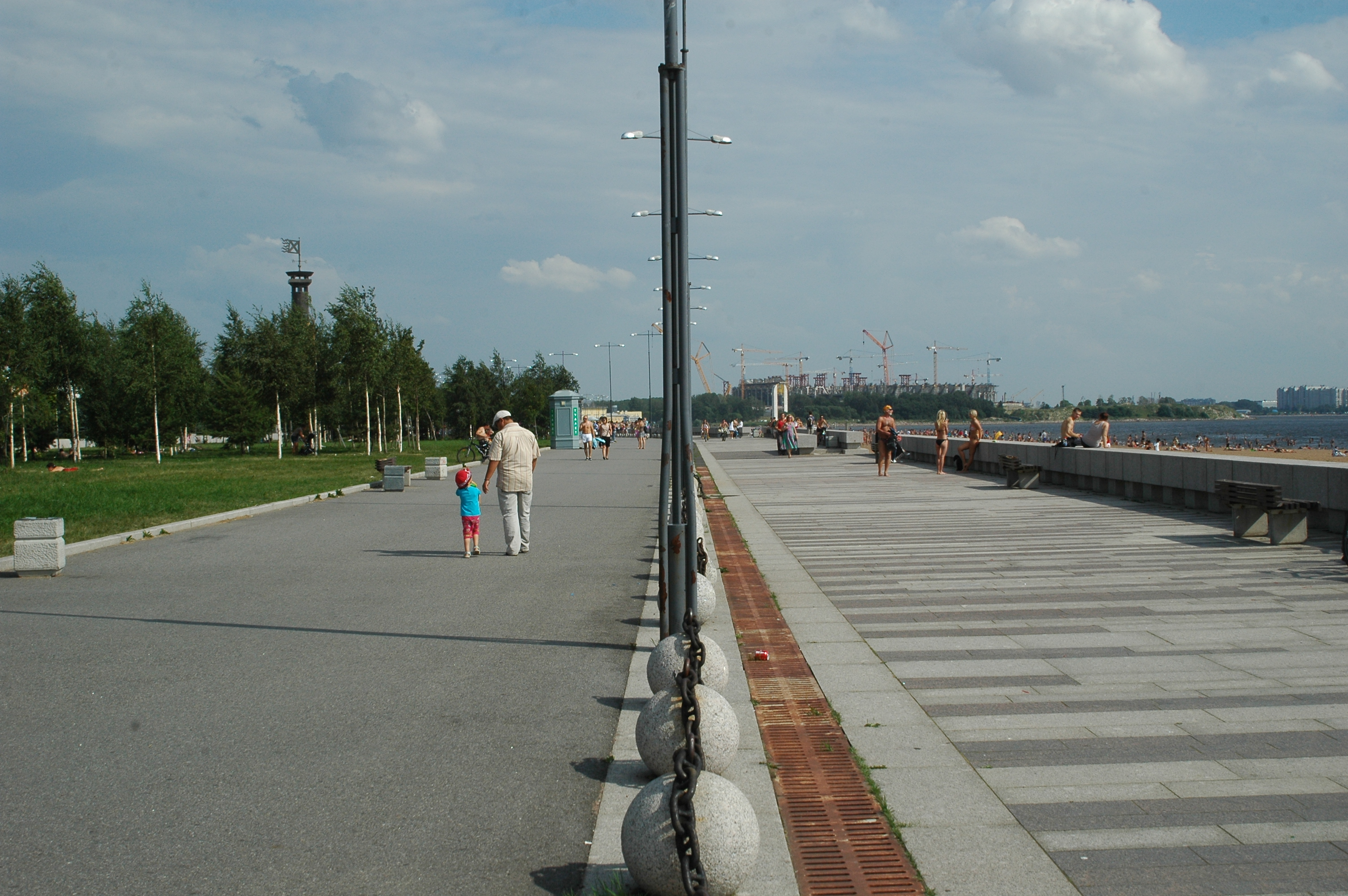
Набережная в парке
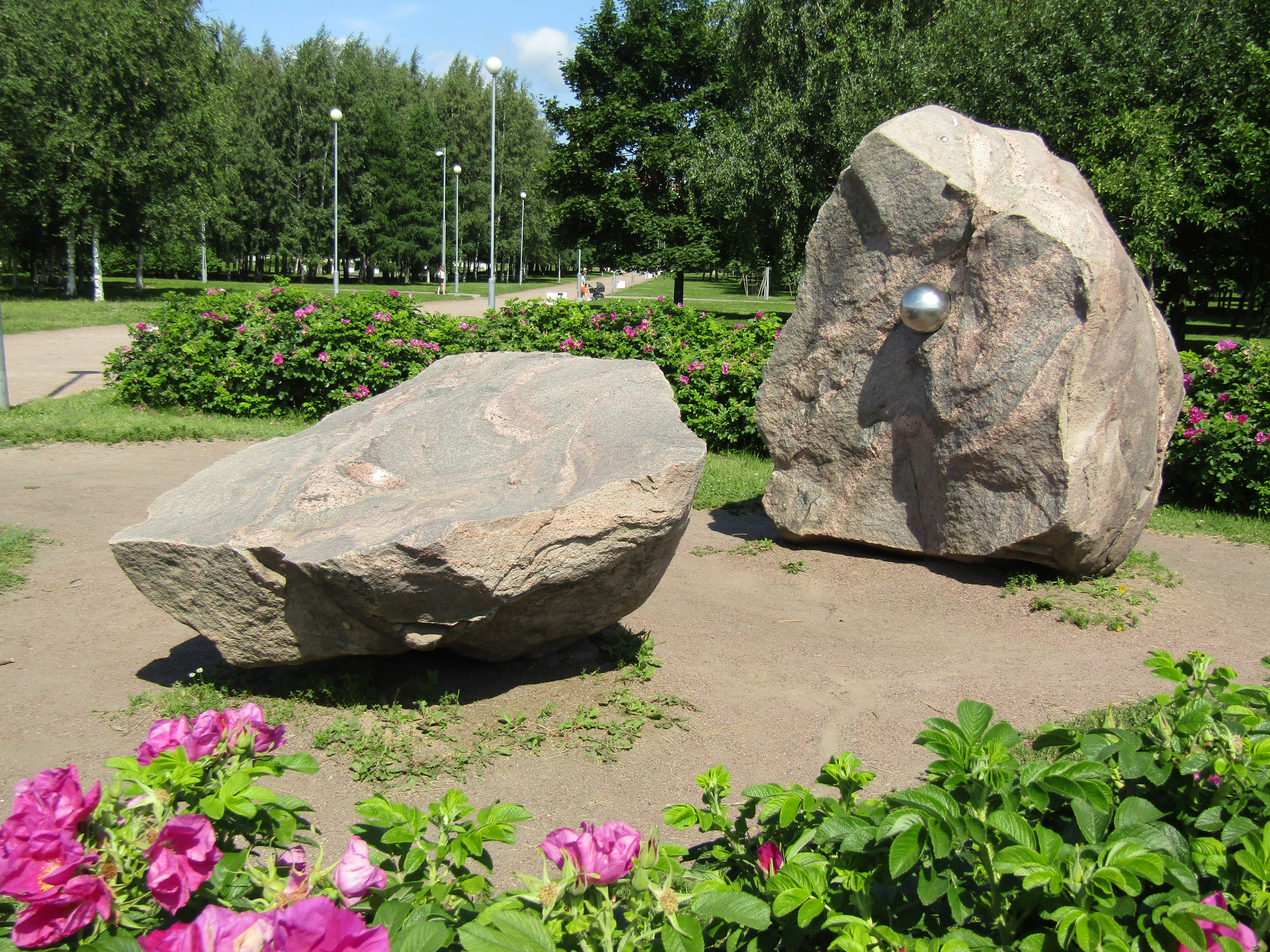
Камень дружбы
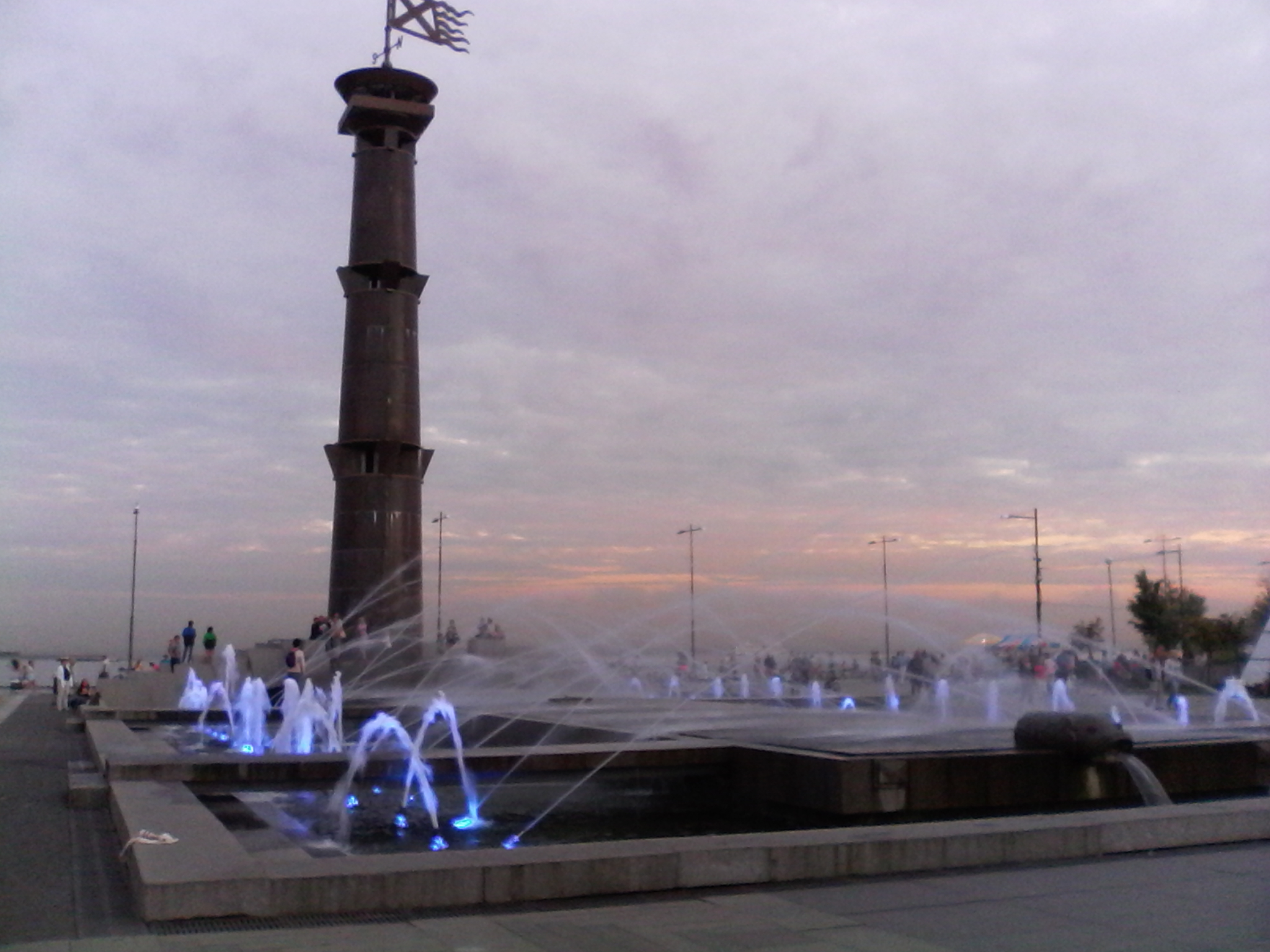
Фонтан на центральной аллее